# 鹿児島ゴルフ指導者準強姦事件
鹿児島ゴルフ指導者準強姦事件（かごしまごるふしどうしゃじゅんごうかんじけん）とは2006年（平成18年）の事件。

## 概要
2006年（平成18年）12月9日に青少年向けのゴルフアカデミーを経営している鹿児島のゴルフ指導者のX（当時56歳）は中学3年の頃からゴルフの指導をしていた生徒の女性A（当時18歳）を指導という口実でラブホテルに連れ込んだ。XはAに対して「お前には度胸がない。だから、こういうところに来たんだ」「社会勉強や」などと言って自分と性交をするようにAを説得して性交をした。性行為が終わった後にXはAに「誰にも言うな」と命じた。
Aにとってはこれが初めての性体験であり、Xは避妊具も使っていなかった。この時のAは信頼していた恩師の行動に強いショックを受け極度に恐怖を感じ、体が固まって抵抗できない状態であったという。Aは「当時の私はXに逆らうことは考えられませんでした」と答えている。
二人はラブホテルを出た後に練習場に向かったが、Aは「おなかが痛い」という口実で早退した。数日後にAは親友にラブホテルでのXとの出来事を話し、その親友からAの両親にXとAとのラブホテルでの出来事が伝わった。Aの両親はAとXのラブホテルでの出来事を聞いて激怒し、Xを自宅に呼んで問い質すと、Xは泣きながら謝罪した。Xは「魔が差してしまった。何であんなことをしてしまったのか。Aちゃんが高校を卒業したら地元を離れるかもしれないと聞き、失いたくなかった」と語った。また、今後の行動について誓約書を作成し、「二度とAの前に姿を現さない」「ゴルフの大会に出場したりプレーしたりしない」「今後は小学生から高校までジュニアの指導を行わない」と約束し、この条件でAとAの両親は告訴をしないことに合意した。だが、Aはあの出来事から4年後の2010年にXが以前の合意に背いて他の未成年の選手の指導を続けていたことを知り、「他の子にも同じことをするかもしれない」と考え、鹿児島県警に被害届を出した。
Xへの嫌疑は準強姦罪で捜査が行われたが、2011年12月に鹿児島地検は「抵抗や逃走をしておらず、拒否の意思表示をしていない。心理的に抵抗できない状態にはなかった」としてXを嫌疑不十分で不起訴処分とした。Aは鹿児島検察審査会に不服申し立てをし、2012年5月10日に鹿児島検察審査会は「長期間の師弟関係にあり、信頼感や恐怖感から心理的に抵抗や反抗できない状態にあると認識しながら犯行を行った」「合意の上だったと決めつけるのは早計」として起訴相当の議決をした。鹿児島地検は再捜査の過程でXとAの双方から再び話を聞いた上で「被害者が同意していないのは明らかだが、心理的に抵抗できない状態だったとまでは言えない」として、2012年8月3日に嫌疑不十分の不起訴処分とした。2012年10月23日に鹿児島検察審査会は「女性は信頼しきっていた男性から急に乱暴されてパニックになり、体が固まって逃走や抵抗ができなかった」「犯行は計画的で準強姦に相当する」として起訴議決をした。
検察審査会強制起訴制度による刑事訴訟では検察官役の指定弁護士が立てられて審理が行われた。指定弁護士は「被疑者と被告は師弟関係にあり、被害者は心理的に抑圧されて抵抗できなかった」とし、被告側は「師弟関係は強固ではなく、被害者は拒絶の意思を明確にしていない」とそれぞれ主張し、「Aが抵抗できない状態にあったかどうか」や「XがAの心理状態を認識していたかどうか」が争点となった。指定弁護士はXに懲役4年を求刑したが、2014年3月27日に鹿児島地裁は「XとAの関係は支配従属関係にあったとは認められない」とした上で「Aの供述には変遷がみられ、信用できない点がある」と判断し、「Aは主体的に拒否できないほど著しく精神的に抑圧された状態には陥っていなかった可能性がある」として無罪判決を言い渡した。
指定弁護士は控訴するも、2014年12月11日に福岡高裁は「信頼していたXに裏切られ、精神的に混乱した」と女性が抵抗できない状態であり、Xの行為を「卑劣極まりない」としたが、Aが抵抗できない状態だとXが認識していなかった可能性があるために準強姦罪は成立しないとして無罪判決を維持して控訴を棄却した。
指定弁護士は上告するも、2016年1月14日に最高裁は上告を棄却して無罪判決が確定した。
一方でAはXに対して770万円の損害賠償を求める民事訴訟を起こした。2016年8月2日に鹿児島地裁は「XはAの性的自由を侵害した」「Aは一時死にたいと思うほど精神状態が悪化し、プロゴルファーになる夢も諦めざるをえなくなった。現在もPTSDを患っている」としてAを訴えを認め、女性が明確に拒絶の態度を示していれば避けることができたというXの主張については「当時、Aは強度の精神的混乱に陥り、関係悪化を懸念して抵抗できなかった。落ち度と評価することは到底できない」と退け、Xに対して330万円の支払いを命じる判決を言い渡した。検察審査会の起訴相当で始まった捜査で明らかにされた事実がなければ、被害者のAは民事訴訟で勝訴するための十分な証拠を得ることができなかったであろうと評されている。